# Vârfu Câmpului, Botoșani
Vârfu Câmpului este satul de reședință al comunei cu același nume din județul Botoșani, Moldova, România.

## Istoric
La 30 martie 1392, marele singur stăpânitor, Domnul Roman Voievod, stăpânind țara Moldovei, de la munte până la mare, atribuie lui Ionaș Viteazul, pentru credincioasa lui slujbă, trei sate pe Siret, ale căror hotare sunt fixate între Bucecea, Berești, Șerbănești, drumul de la Dobrinăuți până la capătul câmpului . La 12 martie 1448, Ștefan cel Mare, cumpără cu 400 zloți “giumătate de sat din Dvorăște, cu morile ce sunt în Sireți”, făcând danie Mănăstirii Moldovița. În document se precizează că hotarul acestei jumătăți de sat, era pe “unde trece drumul Dobronăuțului”. Este vorba de aceeași localitate amintită în documentul de la 30 martie 1392 .
Localitatea mai este amintită în 1490, la 15 martie, într-un document privind hotarele satului Zvoriștea; la 1 septembrie 1620, când Ionașco Stroici cumpără trei părți din satul Dobrinăuți; in 1618, cînd satul e dat din nou Mănăstirii Dragomirna ; la 8 octombrie 1702, Constatin Duca dăruiește sârdarului Cârste satele Grămești și Dobrinăuți, ținutul Cernăuți, “pentru slujbele lor cele credincioase” precum și în alte documente.
Documentul din 1392 ne oferă sugestiile pentru a ne spune părerea în legătură cu denumirea satelor de astăzi. Vârfu Câmpului, de la capătul câmpului, care mai întăi a fost “Vervul” apoi Vârvul” și în final Vârfu Câmpului.

## Personalități
- George Hazgan (n. ? - 1980), interpret de cîntece populare și de romanțe.
- Alexandru Zub (n. 1934), istoric.
- Emil Satco (1941 - 2007), istoric.
- Emil Bobu (1927-2014) politician comunist